# Gouvernement de Samara
Ne pas confondre avec le Comité des membres de l'Assemblée constituante dit gouvernement de Samara (1918)
1851–1928
Entités suivantes :
- Oblast de la moyenne Volga

Le gouvernement de Samara (en russe : Самарская губерния) est une division administrative de l’Empire russe, puis de la RSFSR, située sur la rive gauche de la moyenne Volga avec pour capitale la ville de Samara. Érigé en 1851, le gouvernement exista jusqu’en 1928.

## Géographie
À l’ouest, le gouvernement de Samara est séparé par la Volga des gouvernements de Simbirsk et Saratov. Au sud, le gouvernement voisine avec celui d’Astrakhan, à l’est avec ceux d'Oufa, Orenbourg et l’oblast d'Ouralsk.
Le climat est glacial l'hiver, très chaud l'été, avec une pluviosité moyenne (400 mm). Des réservoirs où la neige est stockée pendant l'hiver permettent de garder des réserves d'eau suffisantes. Les villes de la rive gauche de la Volga sont bâties à une certaine distance du fleuve pour échapper aux inondations. La région de Samara est une des plus riches en terres noires (tchernoziom) favorables aux cultures de céréales. La Volga, bien qu'elle soit prise par la glace 132 jours par an en moyenne, est une voie vitale pour la navigation fluviale, l'importation du bois par flottage et l'exportation du blé.
En 1881, les principales villes, outre Samara, sont Nikolaïevsk (aujourd'hui Pougatchev, 15 000 habitants), Pokrovskoye (en face de Saratov), Bougoulma, Bougourouslan, Bouzoulouk, etc.

## Histoire
La région, conquise sur les Tatars, est peuplée à partir du XVIe siècle par des cosaques et des paysans russes et dotée d'avant-postes fortifiés. Au XVIIIe siècle , Catherine II y fait venir des colons allemands et suisses, sous l'administration du baron Ferdinand Caneau de Beauregard, ainsi que des vieux-croyants qui y trouvent une liberté de culte plus grande que dans les provinces centrales. La révolte de Pougatchev (1773-1775) interrompt un moment le peuplement, qui reprend ensuite. En 1857, le gouvernement de Samara reçoit des mennonites allemands ; en 1859, des Lituaniens de Prusse-Orientale et des montagnards caucasiens déportés pendant la guerre du Caucase. À la fin du XIXe siècle, Samara est reliée par chemin de fer à la Russie centrale par Syzran, au Transsibérien par Orenbourg, à la mer Caspienne par Saratov et Astrakhan.
La région de Samara souffre de la famine de 1891-1892, une des pires du siècle, à l'époque où Léon Tolstoï y séjourne.
Pendant la guerre civile russe, Samara est prise en mai 1918 par les légionnaires tchécoslovaques. De juin à novembre 1918, elle abrite le Comité des membres de l'Assemblée constituante ou gouvernement de Samara formé par les députés socialistes-révolutionnaires en lutte contre le régime des bolcheviks. En octobre, Samara est prise par l'Armée rouge et, peu après, le gouvernement socialiste-révolutionnaire est dissous par le coup d’État de l'amiral Alexandre Koltchak.
La région de Samara est de nouveau touchée par la grande famine soviétique de 1921-1922. La sécheresse cause la perte de 70% de la récolte de céréales. En septembre 1921, les quakers américains établissent leur centre de secours, l'American Friends Service Committee, à Bouzoulouk. Il est immédiatement débordé : un foyer prévu pour 50 enfants en reçoit 654 et, en l'absence de médecins et de désinfectants, le typhus fait des ravages. Dans un autre foyer pour enfants, le bilan est noté : « Admis : 1 300 ; morts : 731 ». Des cas de cannibalisme sont signalés. Les secours sont mieux organisés en 1922 mais il faut attendre la bonne récolte de 1923 pour retrouver l'équilibre alimentaire.

## Subdivisions administratives

Divisions administratives du gouvernement de Samara.

Au début du XXe siècle le gouvernement de Samara était divisé en 7 ouïezds : Bougoulma, Bougourouslan, Bouzoulouk, Nikolaïevsk, Novoouzensk, Samara et Stavropol-sur-la-Volga.
| Année | Population |
| ----- | ---------- |
| 1853  | 1 388 548  |
| 1863  | 1 690 779  |
| 1885  | 2 412 887  |
| 1897  | 2 751 336  |
| 1910  | 3 535 186  |
| 1925  | 2 542 241  |

## Population
En 1897 la population du gouvernement était de 2 751 336 habitants, dont 64,5 % de Russes. Les principales minorités sont les Mordves (8,7 %), les Allemands (8,2 % et en particulier 36,8 % dans l’ouïezd de Novoouzensk) et les Tatares (6,0 %).

## Galerie

Images du gouvernement de Samara
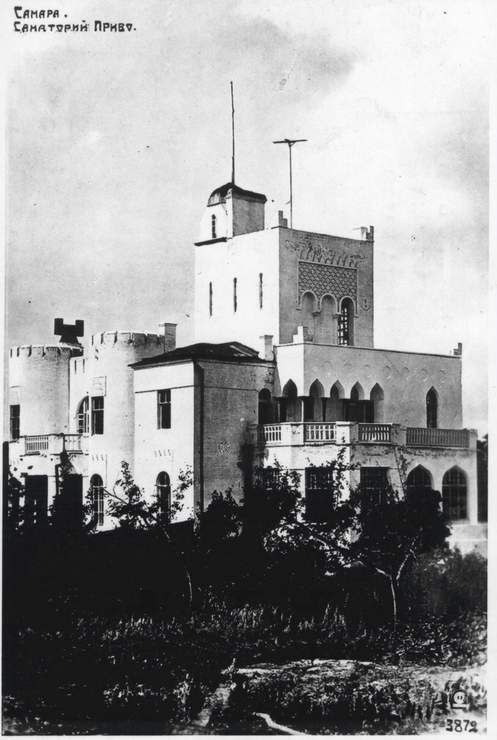
Sanatorium de Samara, entre 1904 et 1920
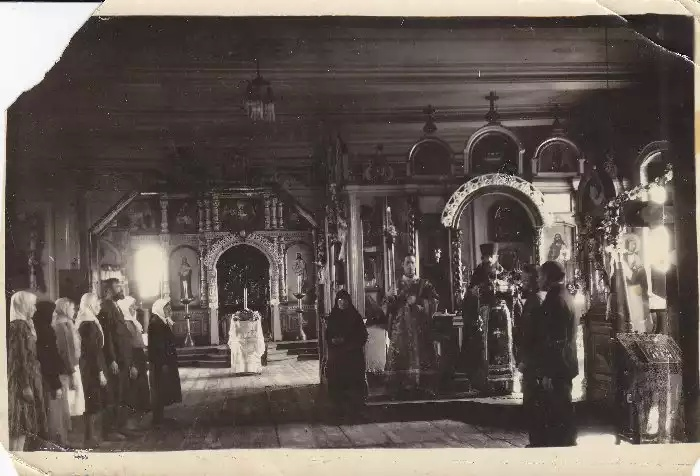
L'église du monastère de la Vierge de Tikhvine à Bouzoulouk, avant 1930
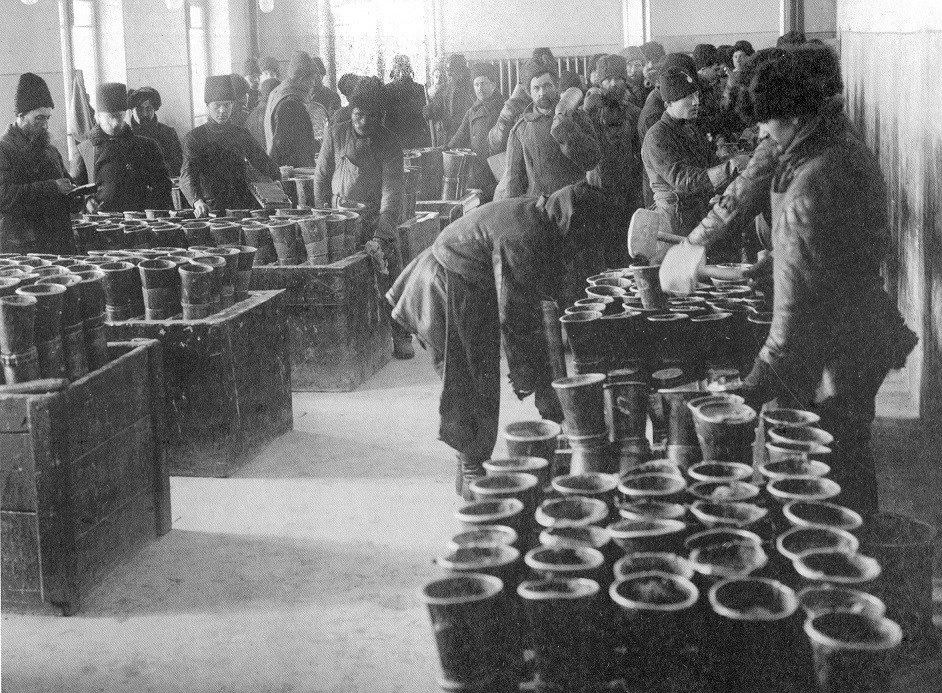
Usine d'obus à Samara, 1915
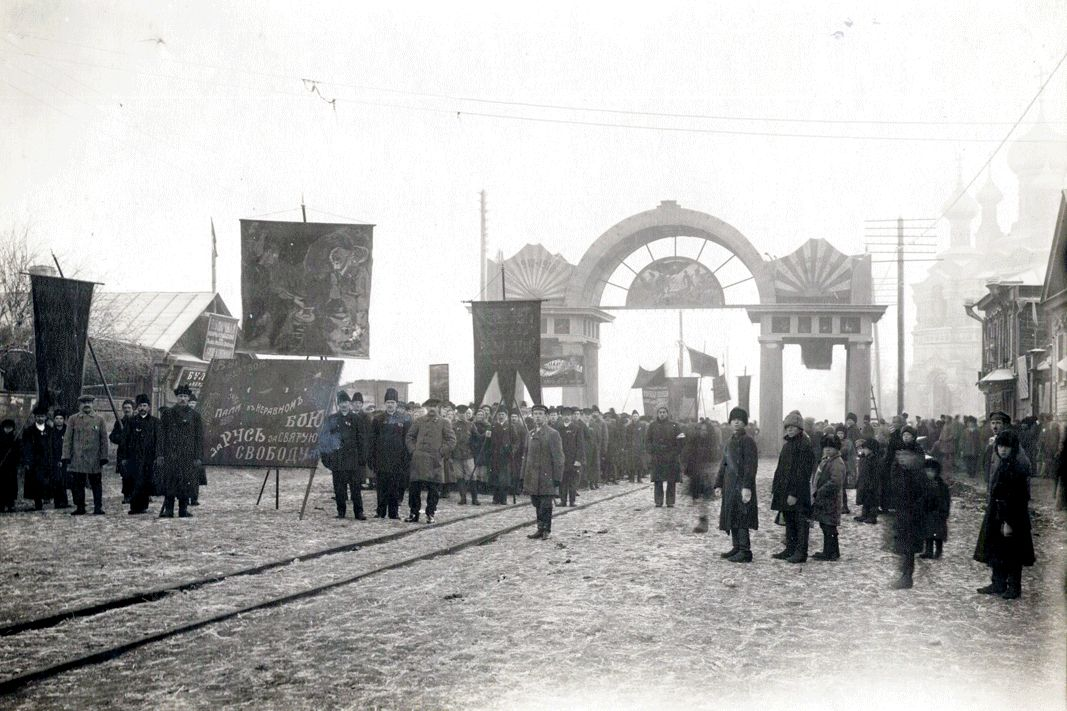
Arc de triomphe à Samara, 1918-1919
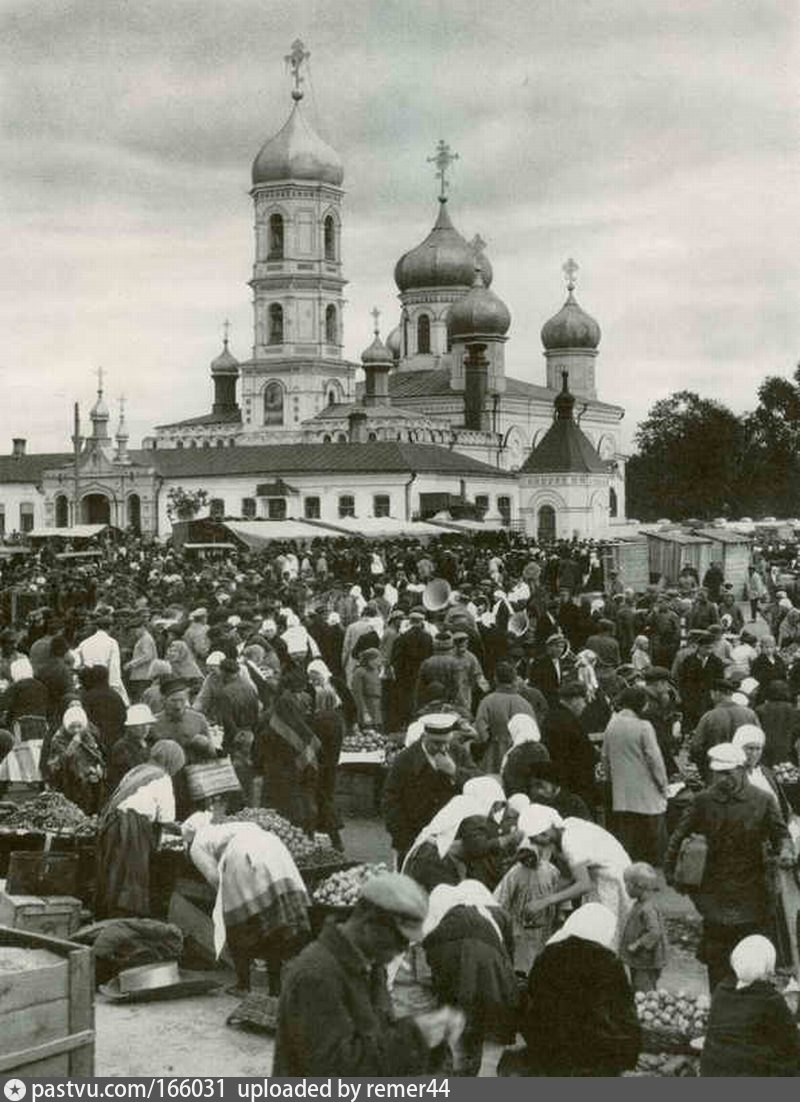
L'église d'Elie et le marché à Samara, 1920-1921
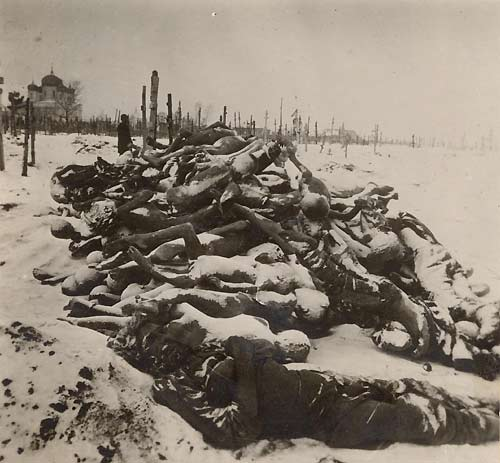
Morts de la famine en Russie, photographie de Fridtjof Nansen, 1921